# Radha Ramana
Raman o Raman.

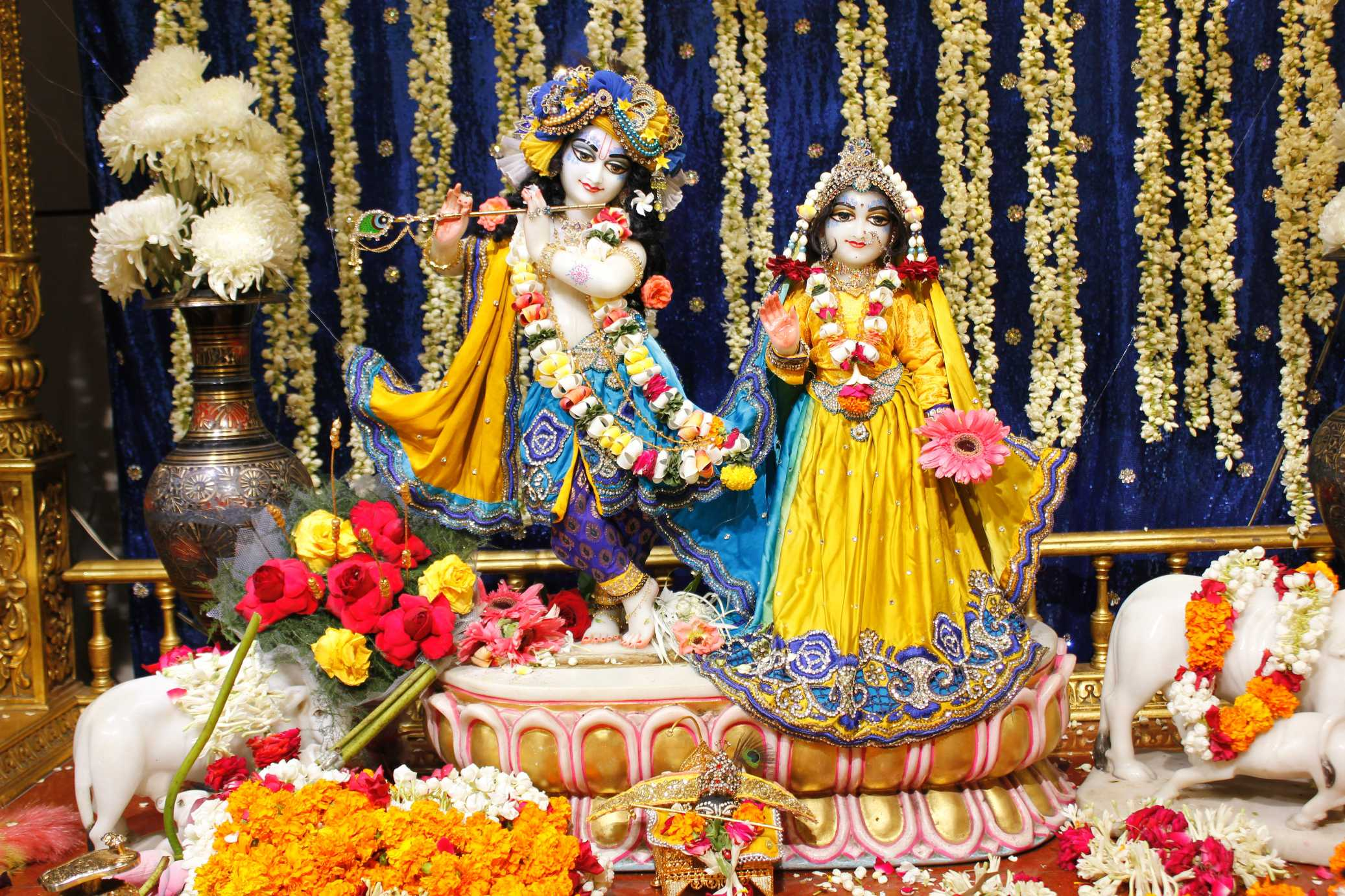
Radha Raman en India

Literalmente significa el encantador de Radha. Es un término acuñado por los Gaudiya Vaishnavas para designar a Krishna quién toma esta forma para encantar a su amante Radharani.
Una de las deidades principales que se veneran en India son Radha Raman o Radha Ramana Bihari, las cuales tienen su origen en el mitológico de los amoríos entre Radha(Srimati Radharani) y Raman/Ramana (Krishna).
Estas deidades son veneradas especialmente en Vrindaban; tierra que se cree fue el lugar de desarrollo de los pasatiempos como vaquero de Krishna(encarnación de Vishnu).
En India se suele utilizar este nombre para bautizar a los niños varones que nacen principalmente bajo la fe Gaudiya Vaishnava.
- Datos: Q4500897